# Wolfgang Wasow
Wolfgang R. Wasow (Vevey, 25 de julho de 1909 – Madison, Wisconsin, 11 de setembro de 1993) foi um matemático estadunidense, conhecido por seu trabalho em expansão assintótica e suas aplicações em equações diferenciais.

## Biografia
Batizado como Wolfgang Richard Thal, Wasow nasceu em Vevey, Suíça, filho dos pais judeus Alma Thal e Max Richard Kleineibst, que se encontraram em Paris.
Alma Thal era natural de Jelgava na Letônia, então parte do Império Russo. Sua família a enviou para a Suíça para encerrar suas atividades políticas. Richard Kleineibst também foi um ativista político e mais tarde ganhou destaque como social-democrata de esquerda na República de Weimar. Tornou-se membro fundador do Partido Socialista Operário da Alemanha em 1931 e foi o primeiro editor-chefe do Sozialistische Arbeiter-Zeitung, seu principal órgão.
Alma Thal mudou-se para a Alemanha em 1910 e depois para várias outras cidades na Alemanha. E assim Wolfgang cresceu primeiro em Munique, e depois em Freiburg im Breisgau, Heidelberg e Berlim. Quando Alma Thal casou com o fotógrafo de Munique Eduard Wasow, Wolfgang levou o nome dele. Em 1921 Wolfgang Wasow foi enviado para um colégio interno no distrito de Magdeburg, na Prússia. Foi aprovado no Abitur e se formou na escola em 1928. Depois de estudar na Universidade Humboldt de Berlim e na Sorbonne, matriculou-se na Universidade de Göttingen e passou no Staatsexamen (um exame de licenciamento governamental para futuros professores) em matemática, física e geologia em 1933.

## Emigração
Wasow deixou a Alemanha em 1933 e passou um tempo em Paris e Cambridge, antes de trabalhar como professor em internatos para crianças de emigrantes alemães (predominantemente judeus) na Itália, primeiro em Florença (1935-37) e depois em Lana no Trentino-Alto Ádige (1937-38). Após o fechamento da última escola em 1938, devido à aprovação das leis raciais fascistas, Wasow emigrou para a Inglaterra e depois para os Estados Unidos em 1939.

## Carreira acadêmica
Wasow lecionou no Goddard College (1939–1941) e no Connecticut College (1941–42) e foi ao mesmo tempo um estudante de doutorado em matemática sob a orientação de Kurt Otto Friedrichs na Universidade de Nova Iorque. Obteve um PhD em 1942 e permaneceu trabalhando como instrutor de matemática até 1946.
Em seguida, ocupou cargos acadêmicos e de pesquisa no Swarthmore College, Universidade da Califórnia em Los Angeles e Universidade de Wisconsin-Madison 1946–1957, interrompido por uma bolsa de estudos Fulbright em Roma (1954–55). Foi nomeado full professor de matemática em 1957 na Universidade de Wisconsin-Madison e Rudolf E. Langer Professor of Mathematics em 1973. Foi chefe de departamento 1970-72. Aposentou-se em 1980.
Wasow foi "um colaborador substancial para o estudo de perturbações singulares por mais de vinte anos". Seu livro-texto "Asymptotic expansions for ordinary differential equations" foi o primeiro "tratamento de autoridade" sobre o assunto.
A Wolfgang Wasow Memorial Lecture, uma palestra anual na Universidade de Wisconsin-Madison, foi estabelecida em sua memória por seu filho em 1993.
Wolfgang Wasow publicou uma autobiografia de sua família em 1986.